# Julio Maceiras
Julio César Maceiras Fauque (Montevideo, 22 de abril de 1926 - Montevideo, 6 de septiembre de 2011) fue un futbolista y entrenador uruguayo. Jugaba en la posición de arquero e integró la selección uruguaya que participó en la copa Mundial de Fútbol de 1954 en Suiza y en el campeonato Sudamericano 1956 en Uruguay.

## Trayectoria
En 1945 debutó en el Montevideo Wanderers Fútbol Club con un partido ante River Plate en el Parque Saroldi. Su debut oficial fue ante Nacional, partido que perdió Wanderers por 4 a 1.
En 1947 fue transferido a Danubio Fútbol Club por 1.100 pesos de la época y en ese mismo año el equipo logró ascender por primera vez a Primera División. El 25 de abril de 1948 jugó en el primer partido de Danubio en primera división, con triunfo ante Peñarol por el Torneo Competencia 1948. También jugó el 25 de mayo de 1950 en el primer triunfo internacional de Danubio fuera de Uruguay, una victoria por 3 a 1 ante Boca Juniors en el estadio de Ferrocarril Oeste. Fue titular en la inauguración del estadio Jardines del Hipódromo (con derrota ante Nacional por 1 a 0) y en 1958 fue vicecampeón del Torneo Competencia 1958.
A partir de 1952 fue capitán del equipo hasta su retiro del fútbol profesional en 1959. Nunca fue expulsado en sus 13 años como titular en el club. Es el arquero más importante de la historia de Danubio.
Jugó ocho partidos con la selección de fútbol de Uruguay, entre el 23 de mayo de 1954 y el 1 de julio de 1956. Integró el plantel que logró el cuarto puesto en la Copa Mundial de Fútbol de 1954 en Suiza y el que ganó el Campeonato Sudamericano 1956 en Uruguay.
Con 33 años salió campeón departamental de Canelones jugando para el Juanicó.
Como entrenador de fútbol fue supervisor de las divisiones formativas de Nacional. En 1966 se convirtió en el primer exarquero en dirigir al primer equipo de Nacional. Fue campeón de la divisional Intermedia con La Luz Fútbol Club.

## Clubes
| Club                 | País    | Año       |
| -------------------- | ------- | --------- |
| Montevideo Wanderers | Uruguay | 1945-1947 |
| Danubio              | Uruguay | 1947-1959 |

## Títulos

### Copas internacionales
| Título       | Selección            | Sede    | Edición |
| ------------ | -------------------- | ------- | ------- |
| Copa América | Selección de Uruguay | Uruguay | 1956    |